# David Bayiha
David Bayiha (* 5. Mai 1986 in Yaoundé), mit vollständigen Namen David Martial Bayiha Ngan, ist ein kamerunischer Fußballspieler.

## Karriere
David Bayiha 2010 bei Army United in Thailand unter Vertrag. Wo er vorher gespielt hat, ist unbekannt. Der Verein aus der Hauptstadt Bangkok spielte in der höchsten Liga des Landes, der Thai Premier League. 2011 wechselte er zum Drittligisten Ratchaburi FC. Mit dem Verein aus Ratchaburi wurde er Ende 2011 Meister der Regional League Division 2 (Central-Eastern Region) und stieg somit in die zweite Liga auf. Ein Jahr später feierte er mit Ratchaburi die Meisterschaft der zweiten Liga. Nach der Meisterschaft verließ er Ratchaburi und schloss sich dem Zweitligisten Air Force United an. Auch mit Air Force wurde er Meister der zweiten Liga. 2014 nahm ihn der Zweitligist Navy FC aus Sattahip unter Vertrag. Mit Sattahip wurde er Tabellendritter und stieg in die erste Liga auf. Der Ligakonkurrent Sukhothai FC aus Sukhothai nahm ihn Anfang 2016 unter Vertrag. Für Sukhothai spielte er die Hinrunde in der ersten Liga, die Rückrunde wechselte er zum Zweitligisten Rayong FC nach Rayong. Im Dezember 2017 wurde sein Vertrag in Rayong nicht verlängert. Bis Mitte 2018 war er vertrags- und vereinslos. Von Mitte 2018 bis Ende 2018 spielte er beim Viertligisten Huai Thalaeng United FC. Anfang 2019 wurde er vom Drittligisten Ubon Ratchathani FC aus Ubon Ratchathani verpflichtet. Zu Beginn der Saison 2021/22 wechselte er zum Kasem Bundit University FC nach Bangkok. Mit dem Team spielt er in der Bangkok Metropolitan Region der Liga. Zum Banbueng FC, einem Drittligisten aus Chonburi, der in der Eastern Region spielt, wechselte er Ende 2021. Nach der Saison wechselte er im Sommer 2022 zum Drittligisten Ubon Kruanapat FC.

## Erfolge
Ratchaburi FC
- Regional League Division 2 – Central/East: 2011  ▲
- Thai Premier League Division 1: 2012  ▲

Air Force United
- Thai Premier League Division 1: 2013  ▲